# Ксі (літера)

Літера ксі

Ксі (велика Ξ, мала ξ) — чотирнадцята літера грецької абетки, в системі грецьких чисел, має значення 60.

## Походження

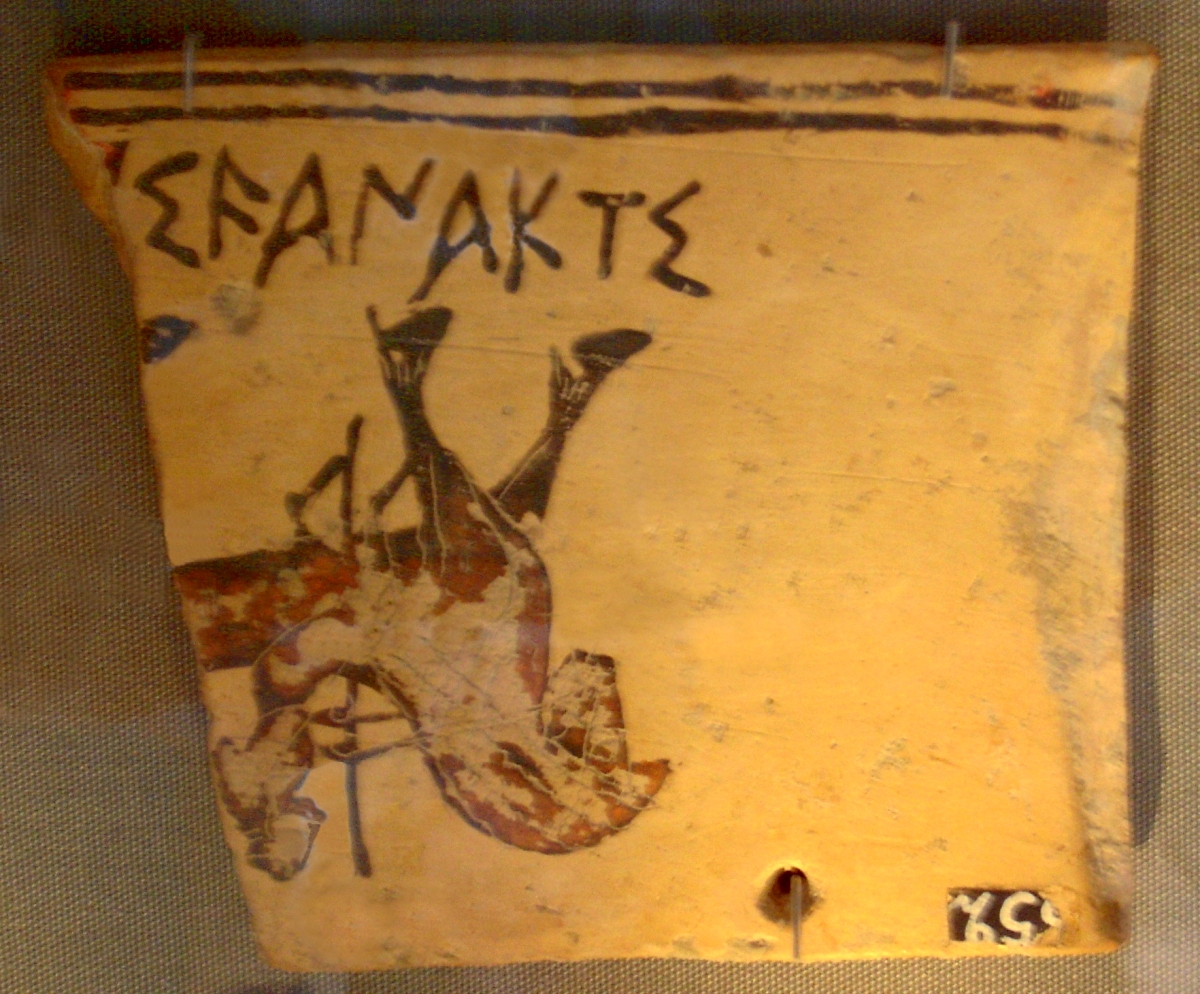
Стародавній напис […]Σ ϜΑΝΑΚΤΣ ([…]s wanakts) на цьому фрагменті керамічного виробу відповідає слову ἄναξ (ánax, «Князь») із класичної грецької мови.

Грецька літера Ξ замінила ранішу комбінацію літер ΚΤΣ ([kts]) як у розмовному застосуванні, так і, згодом, як літера. 
Сучасна графема ксі походить від фінікійського символу «самех», що вимовляється [s]. Від фінікійського символу «самех» походить також грецька літера сигма (Σ) та хі (X). Однак, літеру ксі було запозичено із фінікійської мови пізніше за інші літери.

## Застосування
В TeX {\displaystyle \xi \,} — \xi, {\displaystyle \Xi } — \Xi.
Набула глибокого розповсюдження в математичному аналізі, як позначення границь функції на числовій осі.